# Samy Klein
Pour les articles homonymes, voir Klein.
Samuel dit Samy Klein (né à Bad Homburg vor der Höhe, province de Hesse-Nassau, 25 janvier 1915 - mort à L'Étrat, Loire, 7 juillet 1944) est un rabbin et résistant français, aumônier de la jeunesse et grand espoir du judaïsme français, mort fusillé à l'âge de 29 ans.

## Éléments biographiques

### Jeunes années
Samuel Klein nait le 25 janvier 1915 à Bad Homburg vor der Höhe, en Empire allemand, où ses parents tiennent une pension cachère. Son père, Raphaël Klein, est le petit-fils du rabbin Salomon Wolf Klein (1814-1867), qui était « le chef de file des orthodoxes alsaciens jusqu'à son décès en 1867 », et le fils du président de la communauté orthodoxe non-consistoriale de Paris, sise à la synagogue Adas Yereim. Sa mère, Selma Kottek, est la fille du rabbin local, Samuel Kottek.
Au début de la Première Guerre mondiale, Raphaël Klein est interné en qualité de Français au camp de prisonniers civils de Holzminden. Il y meurt à 29 ans en 1918, des suites de l'épidémie de grippe espagnole et des mauvais traitements subis au camp. Selma Klein décide de quitter l’Allemagne deux ans plus tard, s’installant à Strasbourg puis dans les Vosges, où elle ouvre une nouvelle pension cachère qui « sera, pendant presque vingt ans, le rendez-vous des Juifs orthodoxes de France ». Installé à Strasbourg chez un oncle paternel, Samy Klein se lie avec l’une de ses cousines, Marguerite Klein, qu’il épouse le 29 juin 1941, à Vichy, lors d’un mariage auquel officie le grand-rabbin Maurice Liber.
Comme sa famille, Samy Klein est membre de la synagogue orthodoxe non-consistoriale Etz Haïm, sise rue Kageneck. Il y a pour maître les rabbins Robert Brunschwig et Abraham Deutsch et, parmi ses camarades ou condisciples, Salomon Gluck et Aron Wolf. Sous la direction du rabbin Brunschwig, il participe à la création du mouvement de la jeunesse orthodoxe Yechouroun.

### Devenir rabbin
Petit-fils et arrière-petit-fils de rabbins, Samy Klein décide de le devenir à son tour, s’inscrivant au Séminaire Israélite de France de la rue Vauquelin, à Paris, avant de partir en novembre 1936 à la Yechiva de Telshe tandis que son ami Aron Wolf se rend à la yechiva de Mir où étudiera aussi Ernest Gugenheim. Il semblerait qu’il ait initialement projeté d’étudier en Palestine mandataire à la yechiva de Petah Tikva, dirigée par un beau-frère de sa mère, mais il n’aurait pas reçu l’autorisation des autorités britanniques.
Revenu en France au bout de neuf mois, Samy Klein obtient son diplôme de rabbin à Paris au début de 1939.

### Les années de guerre

#### Le service militaire et la guerre (1939-1940)
Le rabbin Samy Klein commence, au début de 1939, son service militaire à l'École nationale des sous-officiers d'active à Saint-Maixent-l'École, dans les Deux-Sèvres. Mobilisé en septembre 1939 avec le grade de sous-lieutenant d'infanterie, il est stationné avec son unité dans la région de Soissons. Avec la débâcle, l'armée reflue vers la Loire ; lorsque le colonel du régiment décide de se rendre, Samy Klein et un autre officier refusent d’en faire de même et se replient avec leurs troupes. Alors qu'ils engagent le combat avec l’avant-garde des troupes du maréchal Von Rundstedt, l'Armistice est déclaré. Samy Klein retourne à la vie civile.

#### Aumônier de la jeunesse et les EIF (1940-1944)
En septembre 1940, le Consistoire central cherche à nommer un aumônier général de la jeunesse pour la zone libre. Le poste semble avoir comporté un certain risque et, selon Frédéric-Shimon Hammel, « si Samy ne l'avait pas accepté, aucun rabbin n'en aurait voulu ». Celui-ci a par ailleurs demandé au rabbin d’intégrer l’équipe nationale des Éclaireurs israélites de France. Bien organisés, les EIF font partager leur expérience à l’aumônier qui les fait bénéficier de la documentation du mouvement Yechouroun, lequel s'appuie sur des autorités religieuses et pédagogiques.
Peu après son mariage avec Marguerite, Samy Klein, pressentant son expulsion par le régime de Vichy, la devance et s’installe à Lyon.
Ses activités couvrent les domaines suivants :
- Les mouvements de jeunesse juifs, sans exclusion.
- Les Juifs des Chantiers de jeunesse.
- Les jeunes internés des camps en zone sud.
- Les jeunes en Algérie.

À la demande de Robert Gamzon (« Castor »), en juillet 1941, Samy Klein fait un séjour en Algérie en compagnie de sa jeune épouse Marguerite. Il intervient pour l'observance de la cacherout et des fêtes juives pour les jeunes Juifs se trouvant dans des unités spéciales près de Tlemcen. Il aide les chefs EIF de différentes villes d'Algérie dans leurs camps d'été.
Les EIF organisent à Rivesaltes à partir de la fin de l'hiver 1941-1942, des unités scoutes. Elles reçoivent des cours par correspondance de Samy Klein,.

## Marseille
Le Consistoire central nomme Samy Klein rabbin d'Aix-en-Provence, il doit combiner maintenant ses fonctions d'aumônier de la jeunesse, d'aumônier des EIF et de rabbin d'Aix. Comme il doit beaucoup se déplacer, il décide de s'installer à Marseille.
À Marseille, il est en contact avec Jules Isaac, Raymond Lindon, Émile Benveniste, intellectuels juifs éloignés du judaïsme avant la guerre mais ayant retrouvé leurs racines à la suite de l'antisémitisme de l'époque.
Il crée en mai 1941 à Marseille, sous l'égide du grand-rabbin René Hirschler le Conseil directeur de la jeunesse juive (CDJJ). Ce Comité de Coordination de la Jeunesse Juive de France, est formé des délégués de toutes les organisations : sionistes, orthodoxes, neutres, pluralistes. En mars 1942, Samy Klein place le CDJJ sous la tutelle du Consistoire central, pour éviter le contrôle par l'Union générale des israélites de France UGIF. Samy Klein est constamment en déplacement.

## Sa famille
Le 29 juin 1941, Samy Klein et Marguerite Klein se sont mariés à Vichy. Leur premier enfant, Annie-Rose, (plus tard elle épousera le Rabbin David Elalouf ) naît peu de jours après l'invasion de la Zone libre (Zone Sud). C'est le 11 novembre 1942 que la Wehrmacht pénètre dans cette zone. Marguerite Klein rejoint sa belle-mère, Selma Klein, à Saint-Symphorien-de-Lay, à dix-sept kilomètres à l'est de Roanne. Cet endroit devient, selon l'expression de Hammel, « le port d'attache de Samy. » Il y passe le Chabbat, autant que possible. En février 1944, cinq mois avant que Samy Klein soit fusillé, sa deuxième fille, Elsie, naît à Saint-Symphorien.
Samy Klein cesse de venir à Saint-Symphorien sur les conseils de Marguerite. En effet deux événements l'ont convaincue qu'il y a danger:
- La gendarmerie française recherche des hommes de la classe de Samy Klein.
- Théo Klein, le frère de Marguerite, membre de la Sixième (sixième section des Éclaireurs israélites) de Marseille en visite chez sa sœur à Saint-Symphorien se fait questionner par un gendarme local qui s'étonne que ses papiers ne portent pas le tampon "Juif". Il est clair alors que la famille Klein a été identifiée comme juive[1]!

## La Résistance et le Maquis (mai 1943-juillet 1944)

### La Résistance
La Gestapo fait une descente, sans succès, en février 1943, dans le local de la « Sixième » (sixième section des Éclaireurs Israélites) qui jouxte la Synagogue de la rue de Breteuil, à Marseille. Des faux papiers y étaient fabriqués.
Cet événement pousse Samy Klein, en mai 1943 à entrer dans le mouvement de résistance lyonnais « France d'abord », fondé en 1941 par l'avocat socialiste André Boyer dit Brémond.
Il devient chef d'un groupe franc à Lyon. Il recrute et instruit militairement plusieurs groupes de jeunes à Lyon et dans les environs (dans les chantiers ruraux des Éclaireurs israélites
à Taluyers et dans l'annexe de Taluyers à Saint-Germain.
À Strasbourg, Samy Klein et le futur médecin Salomon Gluck étaient amis. Salomon Gluck, membre de la Résistance, est arrêté par la milice, à Lyon et déporté au camp de Drancy, le 11 mai 1944. Sa sœur, Antoinette Feuerwerker, également membre de la Résistance, sur la Place Bellecour, à Lyon, aperçoit son oncle maternel Joseph Jossot assis sur un banc avec ses trois jeunes enfants. Elle en demande la raison, car c'est un endroit dangereux et les Allemands sont partout. La réponse en qu'il a essayé le jour même de faire partir les jeunes adolescents vers la Suisse, mais à la Gare de Lyon-Perrache, un responsable a refusé, sous le prétexte que c'étaient des polonais. Antoinette Feuerwerker se demande quoi faire. En marchant dans la rue, elle tombe sur Samy Klein. À Strasbourg, Samy Klein venait souvent en visite chez les Gluck, et l'époux d'Antoinette, le rabbin David Feuerwerker était élève au Séminaire israélite de France en même temps que Samy Klein. Antoinette annonce à Samy : « Shlomo » (Salomon Gluck) vient d'être arrêté. Elle raconte qu'elle voit dans les yeux de Samy Klein comme un voile se former. Il pleure sans pleurer. Elle lui demande : « Au nom de Shlomo, sauve ces enfants. » Samy Klein le promet. Elle retourne chez son oncle et lui dit de se trouver le lendemain en gare de Perrache. Les enfants partiront. Le lendemain, le père et les trois enfants se présentent au départ d'un convoi d'enfants vers la Suisse. À nouveau, le même responsable refuse de les admettre. Quelques minutes plus tard, Samy Klein vient comme promis. Il s'assure que les trois jeunes feront partie du convoi. Combien d'autres furent sauvés par Samy Klein ? Nul ne le saura.
Le délégué de l'Union générale des israélites de France (UGIF) à Lyon par ses contacts obligatoires avec la Gestapo est informé qu'une rafle imminente est prévue à Roanne. Or, de nombreux juifs vivent dans cette ville, dont des cousins Klein de Strasbourg, et Marguerite, elle-même, vit à Saint-Symphorien, à quelques kilomètres de Roanne. Samy Klein décide d'agir immédiatement et prend le premier train pour Roanne. Il previent les familles juives du danger.
Alors qu'il se trouve dans l'appartement d'un tailleur, Monsieur Guthmann, deux agents de la Gestapo sonnent à la porte. Samy Klein "s'occupe d'eux", pour laisser aux Guthman le temps de fuir le danger. Il s'identifie comme rabbin visitant les membres de la communauté. Un poste de radio est réglé sur la BBC note un des deux agents, mais l'autre agent est plus intéressé à discuter le contenu de la serviette de Samy Klein. Il y trouve le compte-rendu d'une réunion des EIF avec les règles de conduite au cas...d'un débarquement allié, préconisant une décentralisation. Que chaque agglomération ait un "chef d'équipe". Samy Klein avait écrit : "C.d'E." On lui demande d'expliquer. Il répond que "C.d'E." signifie "Cercle d'études religieuses". Il explique, à la demande de l'agent de la Gestapo, la différence entre la Bible, trouvée dans sa serviette, et le Talmud. Il est sauf, pour l'instant. Mais le danger est réel. Il décide de circuler dorénavant avec une fausse identité.
La deuxième rencontre de Samy Klein avec la Gestapo a lieu le 8 juin 1944. Samy Klein est arrêté à la gare de Perrache ou à la gare des Brotteaux à Lyon. Il porte de faux papiers au nom du pasteur Deluze ou du pasteur Kerguénec,. Il réussit à s'en sortir, à nouveau, en démontrant ses connaissances religieuses.
L'alerte a été chaude. Ce même soir du 8 juin 1944, Samy Klein va voir Joseph Fisher qui habite près de la gare. Ce dernier racontera que Samy Klein a besoin de souffler.
Il se serait caché pendant trois semaines puis serait allé à Saint-Étienne prendre contact avec les Équipes chrétiennes qui le nomment instructeur de leur maquis.

### Le Maquis
Il décide de joindre le Maquis après le Débarquement en Normandie (6 juin-30 juin 1944).
En peu de temps, il fait face deux fois à la Gestapo. Il décide à présent de prendre le maquis.
Il annonce aux EIF qu'il a pris des contacts avec un maquis AS (Armée secrète) de Haute-Loire et qu'il ne se joindra pas au maquis EIF
Sur ce choix peut-être surprenant, Frédéric-Shimon Hammel donne une explication: " Je me suis longtemps demandé pourquoi. Je pense comprendre ses motifs aujourd'hui. Samy est aumônier du Mouvement. Tout son comportement, toutes ses actions, toute sa pensée sont imprégnés d'un Judaïsme vivant et dynamique, mais exigeant, qu'il préconise et qu'il propose à chacun d'entre nous. Samy sait que, dans le maquis, la lutte exigera la non-observance de certaines mitsvoth (voir Mitzva). S'il se trouve avec des Juifs, et en particulier avec des jeunes, son attitude risquera d'être mal interprétée, de servir de prétexte à l'inobservance de la loi en des temps et des occasions où aucun motif ne justifie sa violation. Dans un maquis quelconque, déchargé de responsabilités éducatives, Samy pourra, sans scrupules autres que ceux de sa conscience, se soumettre aux impératifs que les circonstances lui imposeront." 
L'aventure du maquis sera de courte durée, elle a été planifiée mais la tragédie intervient.

## La fin (juillet 1944)

### La souricière
Le mercredi 5 juillet 1944, Samy Klein, son cousin Henri Klein, et l'époux de sa cousine Madeleine Elbogen, André Elbogen, prennent dans une petite gare de la banlieue de Saint-Étienne (ou dans la gare de Saint-Étienne-Carnot au centre-ville de Saint-Étienne) le train pour la Haute-Loire. Il avait été recommandé par le maquis d'éviter la gare centrale, par trop dangereuse.
Samy Klein laisse ses deux compagnons (Henri Klein et André Elbogen) sur le quai, et va prendre contact avec l'antenne du maquis. Durant sa brève absence, un Juif (plus tard, on saura qu'il s'appelait Gensburger) lie conversation avec Henri Klein et André Elbogen. Ces deux derniers sont membres du mouvement Yechouroun. De loin, Edith Orner, la future épouse de Théo Klein, qui fait aussi partie de Yechouroun et qui les accompagnait tout en restant à distance, aperçoit que sur un signe de Gensburger, des hommes en civils  emmènent Henri Klein et André Elbogen. Édith voudrait prévenir Samy Klein mais ne réussit pas. Il tombe à son tour dans la souricière. Gensburger sera plus tard fusillé.

### La prison
Samy Klein, Henri Klein et André Elbogen se retrouvent avec d'autres prisonniers à la caserne des Noëttes à Saint-Étienne.
Parmi les prisonniers se trouve un futur médecin de Colmar, Guy Dreyfus, à qui Samy Klein déclare que protestants et juifs ont la même Bible, en lui proposant d'en étudier des passages. Il lui donne sa Bible (traduite par Louis Segond , , reliée de rouge, qu'il porte toujours sur lui). Il déclare à Guy Dreyfus : « Prends ce livre. Je n'en aurai plus besoin. Je crois que je ne sortirai pas vivant d'ici. Crois en Dieu. Ne désespère jamais ! »

### L'exécution
Arrêtés le 5 juillet 1944, Samy Klein, son cousin Henri Klein, et son futur cousin par alliance, André Elbogen, ne restent que pour un court temps en prison. Au matin du vendredi 7 juillet 1944 (la veille du 17 Tammouz), ils sont emmenés pour être fusillés au bord d'un champ situé à La Fouillouse, commune de l'Étrat, elle-même située à six kilomètres au nord de Saint-Étienne. Le « cadavre affreusement mutilé » de Samy Klein est trouvé le lendemain sur la route de l'Étrat à la Fouillouse.
Chaque matin, la police française enlève les corps, après les avoir photographiés.
Plus tard, Marguerite Klein ira en pèlerinage à ce champ, et elle en rapporte ce témoignage:
« Mes chers amis,
Je vous apporte le dernier message de Samy et je suis sûre qu'il est un réconfort pour vous tous qui l'avez aimé et qui le regrettez. Nous sommes allés sur les lieux de sa mort tragique. Il faut quitter la grand'route et monter un chemin caillouteux. C'est là, dans un coin de campagne paisible, au bord du chemin, le long d'un champ, que l'on a retrouvé son corps. Sans doute, alors, ce champ était-il couvert d'une riche moisson. Il y a plus de deux mois de cela et le voilà tout labouré, prêt pour une nouvelle semence. N'est-ce pas là un symbole? La riche récolte qu'il avait amassée en lui pour nous, nous l'avons perdue en le perdant, mais si cette perte nous touche au plus profond de nous-mêmes, ne nous prépare-t-elle pas par là même au dur travail qui nous attend? Les difficultés sont faites pour nous donner la joie de les vaincre. Ayons le courage.
signé : MARGUERITE »
Les dépouilles de Henri Klein, Samy Klein et André Elbogen sont inhumées dans le cimetière de l'Étrat, puis inhumées à nouveau, quelques semaines après la Libération, dans le cimetière juif de La Mouche, rue du rabbin Abraham Bloch, à Lyon. Les tombes de Henri Klein, Samy Klein et André Elbogen sont placées côte à côte dans le carré A Allée J. Cette seconde inhumation se fera en même temps que pour les cinq fusillés du 19 mai 1944 de la ferme-école Saint-Germain près de Villemotier dans l'Ain, incluant Aron Wolf, l'ami de Samy Klein. Ces secondes inhumations sont facilitées par le grand-rabbin de Lyon, David Feuerwerker, l'ami de Samy Klein. Selon la tradition juive, ils seront veillés toute une nuit par les chefs Éclaireuses et éclaireurs israélites de France (EIF, devenus EEIF) de Lyon, incluant Frédéric-Shimon Hammel, au cimetière juif de Lyon.
Ce n'est qu'au début septembre 1944 que Marguerite Klein apprend avec précision les circonstances de la mort de Samy. Elle voit alors les photos et elle lit le signalement vestimentaire. Elle se trouve à Roanne. Comme le demande la tradition juive, elle ne fait qu'une heure de shiva (sur les sept jours de deuil).
À titre posthume, Samy Klein est décoré de la médaille de la Résistance par décret du 3 août 1946.

## Œuvre
Samy Klein n’a pas eu le temps de composer d’œuvres écrites majeures. Il a, au printemps 1941, rédigé une lettre pastorale distribuée à 400 exemplaires et, environ six semaines avant sa mort, une autre lettre qui sera connue comme son Dernier message. Le texte a été intégré à l’Anthologie juive d'Edmond Fleg (1951, p. 586) et dans les mémoires de Shimon Hammel, Souviens-toi d’Amalec et, plus récemment, sur le site du mouvement hassidique de Breslev.
Souvent présenté comme le « testament » ou les « dernières volontés » du rabbin Samy Klein (qui indique pourtant en préambule : « ceci n’est pas un testament, je n’ai rien à léguer à qui que ce soit »), il a sans doute été rédigé, comme le note Shimon Hammel, en réaction à la « catastrophe de la ferme de Saint-Germain » (19 mai 1944) au cours de laquelle quatre « défricheurs » des EIF et Aron Wolf sont arrêtés par la Gestapo et fusillés dans la cour même de la ferme. Observant qu’il a atteint l’âge auquel son père est mort, Samy Klein prie sa femme et ses filles à ne pas récriminer contre « l’incompréhensible justice de Dieu » et à lutter « de faire cesser l’incompréhensible bêtise des hommes ». Il prie sa femme d’éduquer leurs filles de sorte « que leurs regards, dont les premiers rayons me furent une joie exquise soient tournés non vers le triste passé, mais vers le joyeux avenir » sans se soucier de son devenir (il imagine une absence « plus ou moins longue » voire une disparition car, « quand Israël et la France souffrent ensemble le plus terrible martyre de l’Histoire, n'est-il pas normal qu'un rabbin Français paye son tribut? »). Il lui enjoint encore de les élever selon les valeurs et les préceptes du judaïsme et de la France, lui demandant d’assurer si nécessaire par elle-même les rudiments de leur éducation.
- - "...si je suis devenu rabbin, c'est que depuis longtemps j'ai le sentiment qu'un corps rabbinique honorable peut modifier la misérable allure de notre judaïsme et d'autre part, que le judaïsme français a besoin d'un rude coup d'épaule."
  - "Après la tourmente, comptez-vous, unissez-vous et mettez-vous au travail, vous les jeunes mes frères à qui mes convictions puis ma fonction m'attachèrent par des liens indissolubles."
  - "C'est le judaïsme traditionnel qui devrait demain inspirer les chefs du judaïsme français."
  - "Il est pénible de ramasser en quelques instants ce que l'on aurait voulu dire pendant une vie."
  - "...je vous supplie de rééduquer les jeunes et de vous rééduquer vous-mêmes."
  - "Soyez durs avec les jeunes : Ne tolérez aucun mensonge, aucune compromission."
  - "Battez-vous pour le Consistoire: si nous le voulons, celui de demain ne rappellera que par le nom celui d'hier. Je me flatte - peut-être suis-je immodeste - d'avoir contribué à le changer un peu, à le rajeunir, à le judaïser. Il faut intensifier ce mouvement. Les jeunes sont assez forts et assez... vieux aujourd'hui pour le faire. Le public et le Consistoire lui-même n'attendent que cela."
  - "Au fur et à mesure que j'écris je m'aperçois que la tâche est grandiose. Et j'ai comme un regret de ne pouvoir y participer dès maintenant ou jamais. Mais, quoi? Vous le ferez bien tous seuls si, après vous être négligés vous-mêmes au profit d'autrui pendant des années, vous rattrapez le temps perdu."
  - "Et rappelez-vous que rien ne vaut l'étude: La Thora importe plus que tout."
  - "Enfin, à tous, aux miens et à mes amis, à ceux que j'aime et qui me le rendent, à mes enfants surtout, je lègue cette ultime pensée: Accomplir son devoir et l'accomplir entièrement, sans défaillance, ni lâcheté, tel est le but suprême de la vie."
  - [les derniers mots écrits de sa vie] "Que Dieu vous bénisse. Au revoir. Je vous embrasse." SAMY "A Lyon, le 24 mai 1944".

## Une perte irréparable
Durant la guerre, le grand-rabbin de France par intérim, Jacob Kaplan choisit Samy Klein pour adjoint.
Pour Frédéric-Shimon Hammel : « Pour ses amis qui, malgré la guerre, pensent déjà à l'après-guerre, il aurait été appelé à jouer un rôle important et peut-être le plus important. Sa foi, ses connaissances lui auraient conféré une autorité qui auraient fait de lui le grand-rabbin de France de la reconstruction du judaïsme français, telle que nous l'entrevoyons : Jeune, dynamique, riches de valeurs humaines et spirituelles. (...). La perte de Samy (...) a été - et est encore aujourd'hui - irréparable. »